# 김동엽 (바둑 기사)
김동엽(金東燁, 1957년 1월 10일 ~ )은 대한민국의 바둑 기사이다.

## 약력
1983년에 입단했고 1990년 동양증권배 본선과 1991년 바둑왕전 본선에 진출했다. 1997년 1회 LG배 세계기왕전 16강전에 올랐고 2003년 8단을 거쳐 2005년 11월에 9단으로 승단하였다. 2005년 제5기 잭필드배 프로시니어기전에서 우승을 차지했고, 과묵한 성격으로 ‘침묵의 승부사’란 닉네임을 가지고 있다. 2010년 경기도 남양주시 화도읍 창현리에 위치한 김동엽 바둑도장으로 6월 5일 오픈식을 갖고 본격적인 바둑 꿈나무와 유망주 육성에 나서게 되었다. 제1회 강원랜드배 한중바둑대전에 한국대표로 출전했다. 2016년 한국기원 총재배 시니어 바둑리그에서 준우승을 차지했다. 2025년 1월, 전문기사직에서 은퇴했다.